# Gyokuon-hōsō

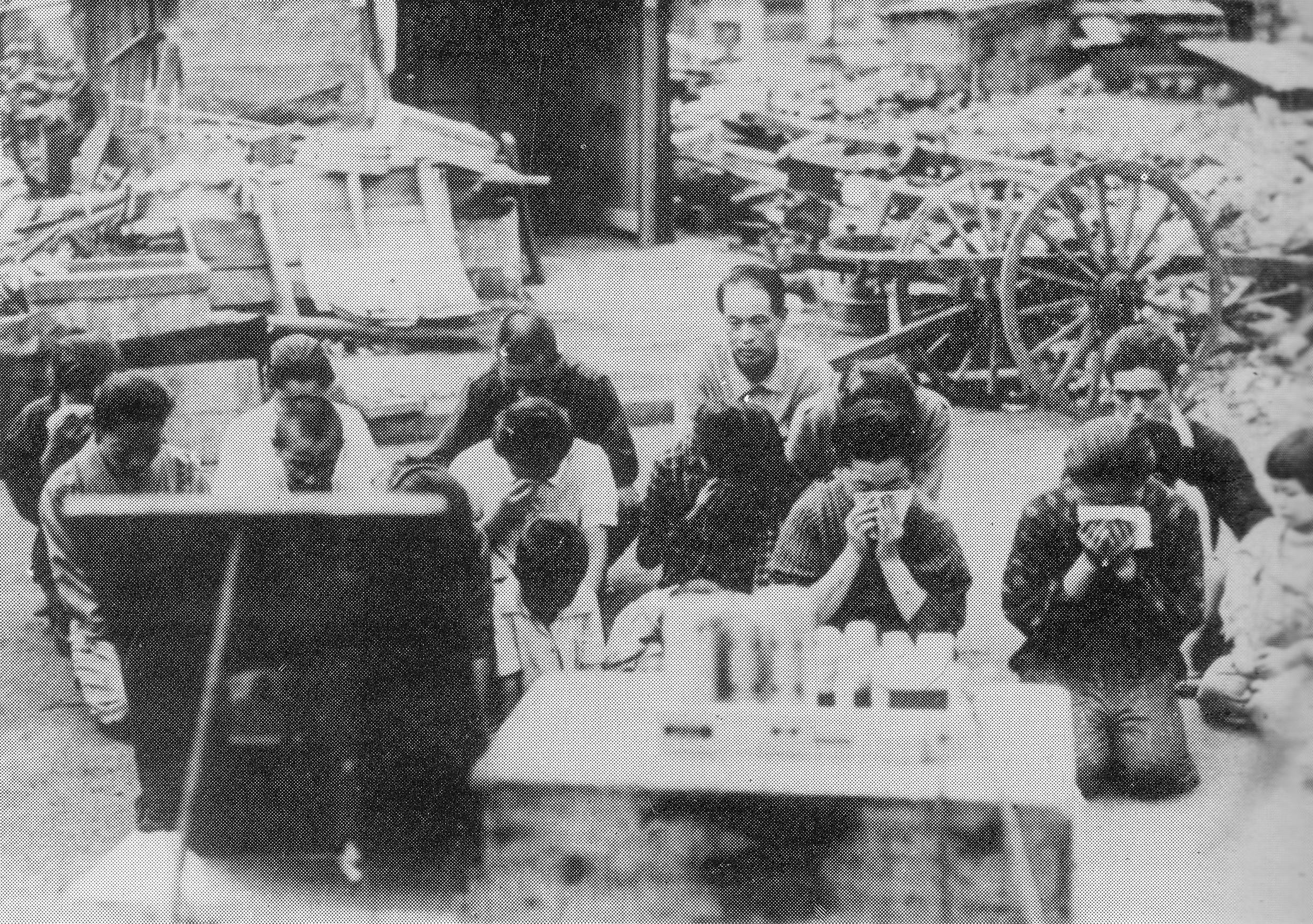
Civili giapponesi ascoltano la trasmissione del discorso imperiale della resa del Giappone agli Alleati

Il discorso di resa del Giappone alle potenze alleate della seconda guerra mondiale, conosciuto come Gyokuon-hōsō (玉音放送? letteralmente "Trasmissione della voce del Gioiello"), fu registrato dall’imperatore Hirohito alle ore 23:00 del 14 agosto 1945 e diffuso via radio il giorno successivo. Con esso, il sovrano dell'Impero giapponese si rivolse per la prima volta al suo popolo dichiarando la fine dei combattimenti e la resa incondizionata del Giappone alle potenze alleate.

## Eventi che precedettero il discorso

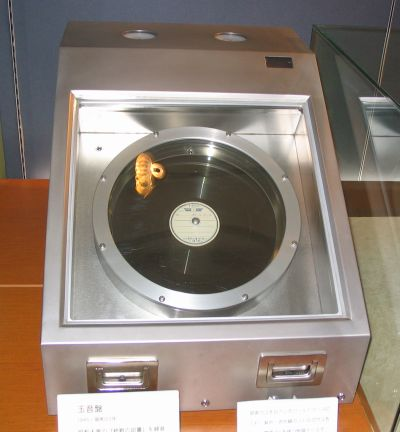
Il disco fonografico del discorso di Hirohito nel Museo della radio della NHK

Il 26 luglio 1945 i leader delle maggiori potenze alleate (Truman, Churchill e Stalin), a Potsdam, rilasciarono una dichiarazione congiunta richiedendo al Giappone “di proclamare in breve tempo la resa incondizionata di tutte le forze armate giapponesi e di fornire garanzie adeguate e sufficienti della sua buona fede riguardo a queste azioni. L'alternativa per il Giappone è l'immediata e totale distruzione."
La mattina del 6 agosto 1945, il Boeing B-29 Superfortress statunitense Enola Gay, pilotato dal colonnello Paul Tibbets, sganciò una bomba atomica sulla città giapponese di Hiroshima. Giunsero a Tokyo rapporti dettagliati relativi ad una distruzione senza precedenti. Due giorni dopo, l’Unione Sovietica dichiarò guerra al Giappone.
Il 9 agosto 1945, poco dopo le 11:00, nel mezzo di un incontro del Consiglio Supremo imperiale giunsero notizie da Nagasaki che affermavano che la città era stata colpita da un’altra bomba nucleare. L'incontro si aggiornò alle 17:30 senza trovare un consenso sulle modalità di accettazione della Dichiarazione di Potsdam o il suo rifiuto. 
Una seconda riunione ebbe inizio alle 18:00 e durò fino alle 22:00, nuovamente senza trovare consenso. In seguito al secondo incontro, il Primo Ministro Kantarō Suzuki e il ministro degli Esteri Shigenori Tōgō incontrarono l'Imperatore che rimandò la sua decisione agli esiti di una nuova conferenza da tenersi immediatamente. Anche dopo questo ulteriore dibattito non si riuscì a trovare un consenso generale. Circa alle ore 02:00 del 10 agosto, infine, Suzuki conferì nuovamente con l'Imperatore Hirohito, il quale dette il suo consenso ad accettare la richiesta degli Alleati di proclamare la resa incondizionata del Giappone, secondo i termini che gli erano stati esposti dal ministro degli Esteri.
Tali termini furono riassunti e comunicati agli Alleati con telegramma del ministero degli Esteri nella mattinata del 10 agosto, con l’annuncio che il Giappone accettava la Dichiarazione di Potsdam senza però alcuna condizione che avesse "pregiudicato le prerogative" dell'Imperatore.
La risposta degli alleati giunse il 12 agosto e fu dibattuta, a Tokyo, sino all’alba del giorno 14, trovando molti militari contrari alla resa e disposti a tutto. A quel punto, Suzuki e l'imperatore si resero conto che il giorno sarebbe terminato con l'accettazione dei termini americani o con un colpo di stato dei militari. Fu allora allestita l’ennesima conferenza, alla presenza dell’Imperatore, il quale dichiarò di voler accettare la resa incondizionata nei termini di cui alla risposta degli alleati del giorno 12. Il gabinetto convenne con l’imperatore e accettò all’unanimità la sua volontà.
Subito dopo la conferenza, il Ministero degli Esteri trasmise gli ordini alle sue ambasciate in Svizzera e Svezia di accettare i termini alleati di resa. Questi ordini furono intercettati e ricevuti a Washington alle 02:49 del 14 agosto.
Nella mattinata del 14 agosto, un gruppo di alti ufficiali dell'Esercito, guidati dal maggiore Kenji Hatanaka decisero di attuare il colpo di Stato per evitare le conseguenze della resa. Il piano di Hatanaka fu messo in atto a partire dalle 21:30 del 14 agosto.

## Contenuti del discorso e vicende della sua registrazione
Il testo del discorso imperiale fu completato e trascritto dalla corte ufficiale calligrafica e portato al gabinetto per l'approvazione nella giornata del 14 agosto 1945. Alle ore 23:00 circa, l'Imperatore lesse il documento e, con la collaborazione di un tecnico dell'NHK, lo registrò su un grammofono. La registrazione fu consegnata al ciambellano di corte, Yoshihiro Tokugawa, che la nascose in un armadio dell'ufficio della segreteria dell'imperatrice, in attesa della diffusione del testo via radio, prevista per il giorno successivo.
Dopo le ore 01:00 del giorno 15, il maggiore Hatanaka e i suoi uomini circondarono il palazzo imperiale che poi fu occupato. La polizia del palazzo venne disarmata e tutte le entrate furono bloccate. Nel corso della notte, i ribelli di Hatanaka catturarono e detenerono diciotto persone, inclusi lo staff dei ministeri e i tecnici della NHK, che avevano da poco registrato il discorso di resa.
Nelle ore successive i congiurati cercarono senza successo la registrazione del discorso stesso. Fu, però, fatto prigioniero il ciambellano Tokugawa, colui che aveva nascosto la registrazione. Hatanaka minacciò di sventrarlo con una spada da samurai ma Tokugawa, mentendo, disse di non sapere dove si trovasse la registrazione.
Alle ore 03:00 circa, Hatanaka fu informato dal tenente colonnello Masataka Ida che l'Armata del Distretto Orientale stava raggiungendo il palazzo per fermarlo e che avrebbe dovuto rinunciare al suo intento. Fallito il colpo di stato, Hatanaka pregò Tatsuhiko Takashima, Capo di Stato Maggiore dell'Armata del Distretto Orientale, di concedergli almeno dieci minuti in onda sulla radio NHK, per spiegare al popolo del Giappone cosa stava tentando di fare e perché. Gli fu rifiutato. 
All'alba, Hatanaka venne a conoscenza che il palazzo era stato invaso. Allora, poco prima delle 05:00, il maggiore si diresse negli studi della NHK e, brandendo una pistola, tentò disperatamente di avere uno spazio in onda per spiegare le sue azioni. Poco più di un'ora dopo finalmente rinunciò. Riunitosi ai suoi ufficiali lasciò lo studio radio.
L'ufficiale ribelle si suicidò insieme agli altri cospiratori davanti al palazzo imperiale, con un colpo di pistola alla testa, alle ore 11:00 circa del 15 agosto, appena un'ora prima della trasmissione del messaggio dell'Imperatore.
A mezzogiorno (ora locale) del 15 agosto, fu diffuso via radio alla nazione il discorso registrato dell'Imperatore concernente la resa del Giappone e la conclusione della guerra. La bassa qualità della registrazione, assieme al registro linguistico adottato (l'imperatore si espresse in giapponese classico formale, in parte desueto anche dal punto di vista fonologico), resero la registrazione di difficile comprensione per la maggior parte degli ascoltatori.
Se ne riportano di seguito i passi fondamentali.
Per giunta il nemico ha cominciato a impiegare un nuovo tipo di ordigno, il più crudele che si sia mai veduto, il cui potere di distruzione è davvero incalcolabile, capace di togliere la vita a numerosi innocenti. Se dovessimo continuare a combattere, si verificherebbero non solo il completo collasso e l'obliterazione del Giappone, ma anche la fine della civiltà umana.
Stando così la situazione, come possiamo salvare i milioni di nostri sudditi o cercare il perdono dinanzi ai sacri spiriti dei nostri antenati imperiali? Questa è la ragione per cui abbiamo ordinato di accettare le disposizioni contenute nella Dichiarazione congiunta delle grandi potenze.
Non possiamo che esprimere il nostro più profondo rimpianto alle nazioni asiatiche nostre alleate, che hanno collaborato con l'Impero alla ricerca dell'emancipazione dell'Asia orientale.
Il ricordo di ufficiali e soldati che sono caduti sui campi di battaglia, o di coloro che sono morti ottemperando al proprio dovere, o di coloro che hanno prematuramente incontrato e delle loro famiglie in lutto, fa soffrire senza tregua i nostri cuori.
Il bene dei feriti e di tutti coloro che hanno sofferto le privazioni della guerra, come anche di coloro che hanno perduto la casa e i mezzi di sostentamento, è il motore della nostra sentita sollecitudine.
Le difficoltà e le sofferenze che, di qui a poco, la nostra nazione dovrà sopportare, saranno sicuramente grandi. Siamo acutamente consapevoli dei più intimi sentimenti di tutti voi nostri sudditi. Tuttavia, è secondo i precetti del tempo e del fato che abbiamo infine deciso di aprire la strada per una grande pace valida per tutte le generazioni a venire, sopportando l'insopportabile e soffrendo l'insoffribile.»

## Reazioni e conseguenze del discorso
Le reazioni pubbliche al discorso dell'Imperatore furono disparate. Molti giapponesi lo ascoltarono semplicemente ma alcuni ufficiali dell'Esercito e della Marina scelsero di suicidarsi piuttosto che arrendersi.
Una grande e piangente folla si radunò di fronte al Palazzo Imperiale a Tokyo, con i pianti interrotti, di tanto in tanto, dal rumore di qualche sparo degli ufficiali presenti che si suicidavano.
In una base a nord di Nagasaki, alcuni ufficiali dell'Esercito, inferociti alla prospettiva di arrendersi, spinsero sedici avieri statunitensi fuori dalla prigione della base e li sventrarono con la spada, uccidendoli. 
Il 17 agosto, Suzuki fu sostituito come Primo Ministro dallo zio dell'Imperatore, il principe Naruhiko Higashikuni, forse per prevenire ogni altro tentativo di colpo di stato o tentativo di assassinio; Mamoru Shigemitsu rimpiazzò Togo come Ministro degli Esteri.
Le forze del Giappone in Cina e nelle isole occupate dai sovietici combatterono ancora per qualche giorno e convincerli a cessare il fuoco e ad arrendersi fu molto difficile. L'ultimo combattimento aereo dei caccia giapponesi contro i bombardieri da ricognizione statunitensi ebbe luogo il 18 agosto. L'Unione Sovietica continuò a combattere fino ai primi di settembre, prendendo le isole Curili.
L'atto di resa venne ufficialmente firmato il 2 settembre dai delegati delle forze armate giapponesi e dai rappresentanti delle nazioni vincitrici a bordo della USS Missouri ancorata nella baia di Tokyo, ponendo definitivamente termine ai combattimenti nel fronte del Pacifico e alla seconda guerra mondiale.